# Varlaam Moțoc
Varlaam (Moțoc) al Moldovei (n. 1580, 1585? – d. 18 august 1657) a fost mitropolitul Moldovei (1632 - 1653, în timpul domniei lui Vasile Lupu), scriitor și om de cultură.

## Biografie
Mitropolitul Varlaam s-a născut în jurul anului 1580, dintr-o familie de răzeși din Bolotești, Putna. Numele său de mirean a fost Vasile Moțoc. De tânăr și-a îndreptat pașii spre Schitul Zosim de pe valea pârâului Secu, unde a învățat carte, și-a dezvoltat talentul de vorbitor și scriitor și a deprins limbile slavonă, latină și greacă. Pe locul schitului, vornicul Nestor Ureche și soția sa Mitrofana au ctitorit, în 1602, Mănăstirea Secu în care a început să funcționeze și o școală. 
Tânărul Vasile Moțoc a intrat în obștea noii mănăstiri, unde a fost călugărit cu numele de Varlaam. Fiind bun povățuitor, ajunge pe treptele ecleziastice cele mai înalte, fiind numit egumen al mănăstirii. 
Varlaam s-a ocupat în continuare cu studiul cărților, îndeosebi cele religioase, traducând Scara (Leastvita) Sfântului Ioan Scararul (1618). Mai târziu, pentru strădaniile și virtuțile sale el a fost cinstit cu rangul de arhimandrit.
În 1628, ca urmare a faptului că era sfetnic de încredere al domnitorului Miron Barnovschi, a fost trimis într-o misiune ecumenică la Moscova și Kiev. Întors în țară, primește vestea morții mitropolitului Anastasie Crimca (1629) și pe cea a înlăturării Domnitorului Miron Barnovschi, ceea ce îl determină să se retragă la Mănăstirea Secu.
În scurt timp însă, în anul 1632, în timpul domniei voievodului Alexandru Iliaș, arhimandritul Varlaam a fost chemat la Iași și numit în fruntea Mitropoliei Moldovei în locul mitropolitului decedat Atanasie (1629-1632). Ca nou mitropolit, Varlaam reușește să aibă multe realizări, mai ales că reușește să-și atragă și sprijinul Domnitorului Vasile Lupu. Sprijinit și de mitropolitul Petru Movilă al Kievului, mitropolitul Varlaam reușește chiar înființarea primei tipografii românești din Moldova, în anul 1640, pe care a instalat-o la Mănăstirea „Sfinții Trei Ierarhi” din Iași. De asemenea, în 1642 a convocat un sinod al ierarhilor din Moldova și Țara Românească, cunoscut ca Sinodul de la Iași.
Mitropolitul Varlaam s-a numărat, în anul 1639, între cei trei candidați propuși pentru ocuparea scaunului de Patriarh ecumenic al Constantinopolului.
În timpul mitropolitului Varlaam al Moldovei a fost zidită frumoasa și renumita biserică a Mănăstirii „Sfinții Trei Ierarhi” din Iași, ctitoria cea mai cunoscută a Domnitorului Vasile Lupu. În anul 1641, în aceasta biserică, a adus moaștele Cuvioasei Sf. Parascheva, dăruite domnitorului Vasile Lupu de Patriarhia Ecumenică de Constantinopol.

Gropnița Sf. Mitropolit Varlaam al Moldovei

În anul 1640, cu ajutorul domnitorului Vasile Lupu, reușește să întemeieze la Iași, prima școala de grad înalt din Moldova, după modelul Academiei Duhovnicești de la Kiev, înființată acolo de mitropolitul Petru Movilă.
Drept reacție la Catihismul calvinic publicat în limba română de Biserica Reformată din Transilvania, a redactat cartea „Răspunsul împotriva Catehismului Calvinesc”, prima scriere românească de polemică teologică.
În aprilie 1653 s-a retras la mănăstirea Secu, unde a decedat în anul 1657.
La propunerea sinodului mitropolitan al Mitropoliei Moldovei și Bucovinei, în data de 12 februarie 2007, Sfântul Sinod al Bisericii Ortodoxe Române l-a înscris în rândul sfinților din calendar, cu zi de pomenire la 30 august.

## Opera
- Cazania sau  Cartea românească de învățătură de la prăvilele împărătești[3]

Cazania lui Varlaam

Considerată de Iorga drept opera cea mai populară a epocii noastre vechi, ea conține primele versuri în limba română, intitulate Stihuri în stema domniei Moldovei, prin care este recunoscut meritul domnitorului Vasile Lupu în tipărirea cărții.
Cazania are două părți: 
- partea I cuprinde extrase din Evanghelie și comentariul lor pentru 32 de duminici;
- partea a II-a povestește viețile sfinților, ordonate calendaristic, de la Simion Stâlpnicul (1 septembrie) până la Tăierea capului Sfântului Ioan Botezătorul (29 august).

Criticul literar Nicolae Manolescu a remarcat în Istoria critică a literaturii române următoarele trăsături ale scrierilor mitropolitului Varlaam: frumusețea limbii utilizate (pe înțelesul tuturor, presărând explicațiile cu întrebări retorice și cu îndemnuri) și a artei povestirii (povestește cu talent, înfățișând țărănește chestiunile teologice).
- Jitiile (biografiile de asceți și martiri) oferă cititorului materialul din care se inspirau și pictorii populari. Unele sunt adevărate basme, care au mișcat imaginația multor ascultători.

Sfântul Nicolae, auzind că un tată sărac vrea să-și împingă fetele spre prostituție, aruncă pe geamul casei câte o năframă cu 300 de galbeni pentru fiecare fecioară.
Sfântul Teodor Tiron caută într-o pădure un balaur și negăsindu-l se culcă sub un copac. Este trezit de o „muiere giupîneasă”, care-i spune unde se pitea fiara.
- Fonetismele arhaice și regionale - elementele de sintaxă arhaică, ca dovezi despre evoluția limbii: „dirept acela loc”.
- Răspunsul împotriva Catehismului calvinesc; opera este un pamflet conceput în scopul de a-i apăra pe ardeleni de calvinism și de pericolul deznaționalizării. Scrisă liber de orice izvor, cartea fierbe de indignare sub învăluirile cuminți ale frazei.